# Onésime et l'Héritage de Calino
Pour plus de détails, voir Fiche technique et Distribution.
Onésime et l'Héritage de Calino est un film muet français réalisé par Jean Durand et sorti en 1913.

## Résumé
M. et Mme Calino sont invités chez le notaire pour prendre connaissance du testament légué par l'oncle de Calino. Il devra découvrir lui-même le magot, car il est caché dans son château. Pour cela il fait appel au célèbre détective Onésime qui se rend sur les lieux. Sur place, il est confronté à une bande de malfrats qui convoite également le butin, ainsi qu'au chef de la sûreté. Il découvrira le trésor caché dans une statue pour le bonheur du couple Calino.

## Fiche technique
- Réalisation : Jean Durand
- Opérateur : Castanet
- Production : Gaumont
- Pays d'origine : France
- Format : muet - noir et blanc - 1,33:1 - 35 mm
- Métrage : 285 m
- Genre : comédie
- Edition : CCL
- Programme : 4231
- Durée : 11 minutes 20 pour une version en DVD
- Date de sortie :
  - France : 11 avril 1913

## Distribution
- Ernest Bourbon : Onésime
- Mademoiselle Davrières : Mme Calino
- Édouard Grisollet : Le chef des malfrats
- Gaston Modot: Un malfrat
- Clément Mégé : Calino
- (?) : Le notaire
- (?) : Le chef de la sûreté
- (?) : Les autres malfrats